# Буряк Леонід Йосипович
Леоні́д Йо́сипович Буря́к (нар. 10 липня 1953, Одеса) — радянський і український футболіст та тренер. Багатолітній гравець «Динамо» (Київ). Заслужений майстер спорту СРСР. Заслужений тренер України. Очолював національну збірну України у 2002—2003 роках. Майстер виконання «стандартів».

## Кар'єра футболіста

### Початок кар'єри— Одеса
Вихованець дитячої команди одеського заводу «Продмаш» та одеської футбольної школи № 6. Перші тренери — Валентин Бліндер та Володимир Володимирович Михайлов.
У дитячу команду одеського заводу «Продмаш» хлопця взяли у віці 10 років. Через певний час Буряка переглядали тренери групи підготовки «Чорноморця», але через малий зріст та худорляву фігуру його визнали надто слабким для футболу.
Переломним моментом стала гра першості Одеси серед юнаків між командою «Продмашу» та юнаками «Чорноморця». Буряку вдалося відзначитися у тій грі і 14-річного хлопця запросили прийти на тренування «дублю» «Чорноморця». У 1968 році його взяли на передсезонні весняні збори команди до Болгарії. Там стався неприємний конфуз — перед початком занять тренер команди Сергій Йосипович Шапошников попросив Леоніда зважитися. Ваги показали менше ніж 50 кг. Тому наставник наказав Бурякові швидко набрати ще кілька кілограмів маси.
Крім загальнокомандних тренувань футболіст самостійно бігав кроси, вставивши у взуття металеві пластини, щоб зміцнювати ноги. Таким чином гравець виробив сильний удар здалеку — саме таким пострілом Леонід Буряк вперше відзначився за «дубль» «Чорноморця» у грі з «Араратом».
Згодом футболіста «Чорноморця» викликали до юнацької збірної СРСР. Там він потоваришував з нападником Олегом Блохіном — майбутнім партнером у команді «Динамо» (Київ). Талановитого півзахисника помітили тренери «Динамо» (Київ) і у 1971 році запросили до столиці УРСР. Напередодні (у першості 1970) одесити вилетіли з вищої ліги і пропозиція лідера радянського футболу була дуже привабливою порівняно з грою у першій лізі. Тренер «моряків» відмовився відпускати підлітка до такої сильної команди, бо «Чорноморець» втратив би важливого гравця, а в «Динамо» Буряк, напевне, був би у запасі через сильну конкуренцію з боку досвідчених футболістів. Леонід Буряк набирався ігрової практики у головній команді «Чорноморця». Одночасно Буряка запросили до складу олімпійської збірної СРСР, а наприкінці 1972 року він вперше потрапив до списку найкращих футболістів УРСР. Коли наприкінці сезону 1972 стало зрозуміло, що одесити залишаться у першій лізі, пропозицію «Динамо» було прийнято. До того часу хлопця бажали бачити у своєму складі чимало команд вищої ліги: «Динамо» (Москва), «Спартак», «Торпедо» (Москва), ЦСКА та «Зеніт».

### У складі «Динамо»
19-річного юнака поселили у київському готелі «Москва», а їсти доводилося у кафе. Леонід не витримав і втік додому — в Одесу. Він зустрів Новий рік вдома, а потім повернувся до Києва. Його почали викликати до молодіжної збірної Радянського Союзу. Дебютував за «Динамо» у грі першості СРСР проти єреванського «Арарата». Після першого тайму кияни поступались 0:1. Буряк вийшов у другій половині матчу, забив гол, а «динамівці» перемогли 3:1. Саме після тої гри він вперше почув скандування свого імені на вулицях. Натовп залишав стадіон з вигуками: «Буряк! Буряк!». Сезон 1973 запам'ятався ще одним протистоянням «Арарата» і «Динамо» — у фіналі Кубка СРСР. Незадовго до кінця основого часу гри тренер «Динамо» Олександр Олександрович Севідов за рахунку 1:0 на користь киян, замінив лідерів: Блохіна та Буряка. Єреванці перехопили ініціативу та зрівняли рахунок (відзначився Левон Іштоян), перевівши матч в овертайм. В додатковий час Левон Іштоян забив другий м'яч у ворота «Динамо», який і виявився переможним.

Леонід Буряк (1975 рік)

Після тої поразки Севідов залишив команду. Новим головним тренером став Валерій Лобановський, до якого згодом приєднався Олег Базилевич. Найкращим другом у київському колективі для Буряка став Олег Блохін. Хлопці потоваришували давно — ще у юнацькій збірній СРСР.
Сезон 1974 став для «динамівців» дуже успішним — перемога у чемпіонаті та Кубку СРСР. Це дозволило киянам стартувати у Кубку володарів кубків сезону 1974/75. Одесит провів більшість ігор, хоча у лінії півзахисту було чимало футболістів міжнародного класу, зокрема: Володимир Мунтян, Віктор Колотов та Володимир Веремєєв. Леонід Буряк зіграв 6 поєдинків і забив 1 гол (у повторному півфінальному матчі проти ПСВ (Ейндговен)). У 1975 році «Динамо» стало володарем Кубка володарів кубків. Восени того самого року радянські футболісти здобули ще один престижний трофей — Суперкубок УЄФА. Попри те, що фаворитом у двоматчі «Динамо» — «Баварія» вважали німецький клуб, киянам кубок був потрібний більше.
На Олімпійських іграх 1976 у Монреалі «збірна» виступила невдало, здобувши бронзові медалі, проте після відходу Валерія Васильовича успіхи радянської збірної перервалися на 6 років. Почався спад і у грі київського «Динамо». Команда довго не могла піднятися на чемпіонську вершину. Радянська збірна потрапила на чемпіонат світу аж у 1982 році. Леонід Буряк цілком міг зіграти на тому турнірі, але отримав травму буквально за кілька тижнів до початку чемпіонату світу. 16 травня 1982 року «Динамо» проводило домашню гру першості з «Металістом» — в одному з епізодів проти півзахисника «Динамо» грубо зіграв Станіслав Берніков. Буряк відчув сильний біль — потім лікарі виявили перелом клиноподібної кістки у трьох місцях.
У 1980 та 1981 роках київська команда знову стає чемпіоном Радянського Союзу, Буряк був одним із найрезультативніших її гравців у цих першостях, забивши по 9 м'ячів. Загалом у чемпіонатах СРСР він провів 304 поєдинки у футболці «Динамо» та відзначився 54 рази.

### Після «Динамо» (Київ)
Напередодні сезону 1985 гравець несподівано для уболівальників покидає клуб зі столиці УРСР та переїжджає виступати за «Торпедо» (Москва). Леонід перестав підходити для команди Лобановського, тому покинув Київ. У 1985—1986 роках одесит грав за «Торпедо». Цікавим є те, що дебют Буряка за москвичів відбувся саме у Києві — у грі проти колишніх одноклубників. Рахунок було відкрито після удару Леоніда зі штрафного, який воротар відбив, але «торпедівець» Валерій Петраков переправив м'яч у сітку. Підсумок — перемога московського колективу 2:1.
Потім у 1987 і 1988 роках грає за «Металіст» (Харків) у складі якого здобув Кубок СРСР-1988. За всю кар'єру у першостях СРСР, Кубку країни, єврокубках та збірній у сумі забив понад 100 голів, увійшовши до символічного клубу ім. Г. Федотова (Клуб Григорія Федотова). Закінчував ігрові виступи у фінських клубах.

## Праця тренера
Першим досвідом роботи у ранзі тренера стали 1991—1992 роки, коли Леонід Йосипович очолював команду Евансвіллського університету зі штату Індіана. Після повернення до України, Буряк був головним тренером тернопільської «Ниви», яка намагалася втриматися у вищій лізі. У сезоні 1992/93 «Нива» стала 14-ю з 16 команд, а наступного року піднялася на 7 місце. Після таких успіхів тренера запросили до рідної Одеси, щоб очолити «Чорноморець».
На чолі одеського клубу двічі ставав віцечемпіоном України і, таким чином, виводив «моряків» до Кубка УЄФА. З 1996 року був одночасно одним з тренерів збірної України. Після спадку на 7 позицію у сезоні 1996/97 Леоніда Йосиповича залишили на посаді головного тренера, але передостаннє 15 місце у чемпіонаті 1997/98 стало повним провалом — «Чорноморець» вилетів із вищої ліги. Перед сезоном 1999 прийняв першолігову російську команду «Арсенал» (Тула), але не пропрацював там до кінця першості через суперечки із керівництвом клубу.
Повністю зосередившись на роботі з національною збірною України, Буряк у кінці 2001 року стає її головним тренером — на цій посаді він замінив Валерія Васильовича Лобановського, який не зумів пройти кваліфікацію до чемпіонату світу 2002. Проблема відходу поколінь, яка почалась ще на початку тисячоліття, переросла в справжню кризу, а відсутність плеймейкера ще більше ускладнила ситуацію. Одним з найбільших вдалих ходів стало запрошення до національної команди нападника Андрія Вороніна, але головного завдання виконано не було — Україна не потрапила до чемпіонату Європи 2004. Перші 2 місця зайняли збірні Іспанії та, несподівано для багатьох, Греції (саме греки потім сенсаційно виграли першість Європи). Українці грали в кваліфікації невпевнено, вигравши лише 2 матчі (домашні перемоги 2:0 над збірною Греції та 4:3 над збірною Вірменії) та набрали лише 10 очок — збірна на рівних грала з фаворитами групи, але втрачала очки з аутсайдерами — лише вдруге збірна України (вперше з Анатолієм Коньковим) під керівництвом «повноцінного» тренера пропустила більше, ніж забила (18 проти 23) та набрала лише 36 % можливих очок. Леоніда Буряка на посаді наставника «синьо-жовтих» замінив давній партнер у київському «Динамо» та збірній СРСР Олег Блохін.
Після того як Йожеф Сабо через стан здоров'я відступив від посту наставника «Динамо» (Київ), у червні 2005 року Буряка запросили очолити київський клуб. Першим матчем за клуб на посаді головного тренера був матч за Суперкубок України. Тоді «Динамо» лише по серії пенальті програло все тому ж «Шахтарю». Чемпіонат України команда почала досить неоднозначно: «суха» домашня нічия з запорізьким «Металургом», виїзна перемога з київським «Арсеналом» (1:2), перемоги над алчевською «Сталлю» (4:0) і в Ужгороді з «Закарпаттям» (1:2).В підсумку — лише третє місце в чемпіонаті. А вже у серпні «Динамо» вперше за 9 років не подолало кваліфікаційний етап Ліги чемпіонів, поступившись швейцарському «Туну». Пішов із посади Буряк після наступного матчу чемпіонату України, в якому «Динамо» насилу виборола нічию в домашньому матчі з Іллічівцем — 1:1.
Лише через 6,5 років Буряк знову став тренером — футбольного клубу «Олександрія», де працював лише кілька місяців, не вигравши жодного матчу з п'яти зіграних.

## Статистика виступів
| Клуб                  | Сезон    | Чемпіонат | Чемпіонат | Кубок | Кубок | Єврокубки | Єврокубки | Суперкубок | Суперкубок | Всього | Всього |
| Клуб                  | Сезон    | Ігри      | Голи      | Ігри  | Голи  | Ігри      | Голи      | Ігри       | Голи       | Ігри   | Голи   |
| --------------------- | -------- | --------- | --------- | ----- | ----- | --------- | --------- | ---------- | ---------- | ------ | ------ |
| «Чорноморець» (Одеса) | 1971     | 24        | 1         | -     | -     | -         | -         | -          | -          | 24     | 1      |
| «Чорноморець» (Одеса) | 1972     | 28        | 8         | 4     | 0     | -         | -         | -          | -          | 32     | 8      |
| «Динамо» (Київ)       | 1973     | 26        | 2         | 9     | 0     | 6         | 2         | -          | -          | 41     | 4      |
| «Динамо» (Київ)       | 1974     | 29        | 5         | 5     | 1     | 6         | 1         | -          | -          | 40     | 7      |
| «Динамо» (Київ)       | 1975     | 25        | 0         | 1     | 0     | 8         | 2         | -          | -          | 34     | 2      |
| «Динамо» (Київ)       | 1976 (в) | 5         | 0         | 1     | 0     | -         | -         | -          | -          | 6      | 0      |
| «Динамо» (Київ)       | 1976 (о) | 13        | 4         | -     | -     | 8         | 3         | -          | -          | 21     | 7      |
| «Динамо» (Київ)       | 1977     | 26        | 5         | 2     | 0     | 2         | 0         | 1          | 0          | 31     | 5      |
| «Динамо» (Київ)       | 1978     | 24        | 5         | 8     | 4     | 3         | 1         | -          | -          | 35     | 10     |
| «Динамо» (Київ)       | 1979     | 26        | 5         | 6     | 1     | 6         | 1         | -          | -          | 38     | 7      |
| «Динамо» (Київ)       | 1980     | 28        | 9         | 7     | 5     | 1         | 1         | -          | -          | 36     | 15     |
| «Динамо» (Київ)       | 1981     | 29        | 9         | 7     | 0     | 5         | 1         | 1          | 0          | 42     | 10     |
| «Динамо» (Київ)       | 1982     | 21        | 3         | 2     | 1     | 4         | 2         | -          | -          | 27     | 6      |
| «Динамо» (Київ)       | 1983     | 28        | 6         | 1     | 0     | 2         | 0         | -          | -          | 31     | 6      |
| «Динамо» (Київ)       | 1984     | 24        | 3         | 2     | 0     | -         | -         | -          | -          | 26     | 3      |
| Всього                | Всього   | 356       | 65        | 55    | 12    | 51        | 14        | 2          | 0          | 464    | 91     |

- Статистика в Кубках СРСР та єврокубках подана за схемою «осінь-весна» та зарахована в рік початку турніру

## Єврокубки
Леонід Буряк провів усі свої 12 сезонів у клубних турнірах УЄФА у складі київського «Динамо», зігравши загалом 51 гру, забивши 14 голів (середня результативність — 0,27 голи за гру). Найвищі досягнення — перемога у Кубку кубків 1974—1975 та Суперкубку 1975.
Перша гра відбулася 21 березня 1973 року в Мадриді у повторному матчі 1/4 фіналу Кубка чемпіонів 1972—1973 проти місцевого «Реалу». 19-ти річний Леонід вийшов на заміну в другому таймі, проте динамівці програли — 0:3. Перший гол в єврокубках забив 3 жовтня 1973 року в Києві у розіграші Кубка УЄФА, потроївши рахунок в повторному двоборстві 1/32 фіналу з норвезьким «Фредрікстадом». Кияни перемогли тоді — 4:0.
29 вересня 1982 року Леонід забив останні голи в турнірах УЄФА. В присутності понад 90 000 глядачів він двічі відзначився у повторній грі в Києві на стадії 1/16 фіналу Кубка чемпіонів 1982—1983 проти швейцарського «Грасгопперса»  — 3:0. Окрім цього матчу, дубль у виконанні одесита київська публіка ще двічі спостерігала перед цим: 22 жовтня 1975 року з «Акранесом» та 20 жовтня 1976 року з ПАОК.
Останній виступ відбувся 28 вересня 1983 року у матчі-відповіді 1/32 фіналу Кубку УЄФА 1983—1984 проти «Лаваля». 30-річний ветеран провів на полі «Стад Франсіс Ле Бассер» перші півгодини гри і був замінений, а кияни програли — 0:1 і вибули з турніру.
Варто відзначити, що з 14 м'ячів 6 забито зі «стандартів». 3 голи — з пенальті (до речі, усі в Києві): у ворота Зеппа Маєра, голкіпера мюнхенської «Баварії», 16 березня 1977 року — 2:0, софійському «Левскі-Спартак» 17 вересня 1980 року — 1:1 та віденській «Аустрії» 4 листопада 1981 року — 1:1.
2 голи — зі штрафних: фінському клубу «Хака» 27 вересня 1978 року в Харкові — 3:1 та свій останній вищезгаданому «Грассхопперсу» — 3:0.
3 жовтня 1979 року у матчі-відповіді Кубку УЄФА забив «красень-м'яч» рикошетом від штанги, подавшии кутовий з лівого флангу у ворота ЦСКА «Септемврийско знаме» — 1:1.
Ще, принаймі два голи, забив з гри ударом з-за меж штрафного майданчика: «Акранесу» і, тому ж таки, «Грассхопперсу».
Пробиваючи пенальті, жодного разу не схибив.
У тріумфальному розіграші Кубку кубків 1974—1975 у півфінальній грі-відповіді в Ейндговені проти ПСВ ефектно забив головою у падінні, коли м'яч після навісу з правого флангу у воротарський майданчик відскочив від землі. Вийшовши на поле на 70-ій хвилині, уже через 7 хвилин відзначився, а «Динамо» хоч і поступилося — 1:2, проте вийшло до фіналу.

### Статистика виступів у єврокубках
| Сезон             | Клуб              | Турнір          | Досягнення     | Матчі | Перемоги | Нічиї | Поразки | Голи   |
| ----------------- | ----------------- | --------------- | -------------- | ----- | -------- | ----- | ------- | ------ |
| 1972-73           | «Динамо» (Київ)   | Кубок чемпіонів | 1/4 фіналу     | 1     | 0        | 0     | 1       | 0      |
| 1973-74           | «Динамо» (Київ)   | Кубок УЄФА      | 1/8 фіналу     | 5     | 5        | 0     | 0       | 2      |
| 1974-75           | «Динамо» (Київ)   | Кубок кубків    | володар        | 6     | 5        | 0     | 1       | 1      |
| 1975              | «Динамо» (Київ)   | Суперкубок УЄФА | володар        | 2     | 2        | 0     | 0       | 0      |
| 1975-76           | «Динамо» (Київ)   | Кубок чемпіонів | 1/4 фіналу     | 6     | 4        | 1     | 1       | 2      |
| 1976-77           | «Динамо» (Київ)   | Кубок чемпіонів | 1/2 фіналу     | 8     | 6        | 0     | 2       | 3 (1)  |
| 1977-78           | «Динамо» (Київ)   | Кубок УЄФА      | 1/32 фіналу    | 2     | 0        | 2     | 0       | 0      |
| 1978-79           | «Динамо» (Київ)   | Кубок чемпіонів | 1/8 фіналу     | 3     | 2        | 1     | 0       | 1 (ш)  |
| 1979-80           | «Динамо» (Київ)   | Кубок УЄФА      | 1/8 фіналу     | 6     | 3        | 1     | 2       | 1 (к)  |
| 1980-81           | «Динамо» (Київ)   | Кубок УЄФА      | 1/32 фіналу    | 1     | 0        | 1     | 0       | 1 (1)  |
| 1981-82           | «Динамо» (Київ)   | Кубок чемпіонів | 1/4 фіналу     | 5     | 2        | 3     | 0       | 1 (1)  |
| 1982-83*          | «Динамо» (Київ)   | Кубок чемпіонів | 1/4 фіналу     | 4     | 3        | 0     | 1       | 2 (1ш) |
| 1983-84           | «Динамо» (Київ)   | Кубок УЄФА      | 1/32 фіналу    | 2     | 0        | 1     | 1       | 0      |
| ВСЬОГО за кар'єру | ВСЬОГО за кар'єру | 12 євросезонів  | 12 євросезонів | 51    | 32       | 10    | 9       | 14 (3) |

 * — у 1/8 фіналу жереб звів киян з клубом «17 Ненторі». Через відмову албанців в 1/4 пройшло «Динамо».

 (3) — в стовпчику «Голи» в дужках зазначено м'ячі забиті з пенальті.

 ш — голи зі штрафних;
 к — гол з кутового.

### Статистика по турнірам
| Турнір          | Сезони | Матчі | Перемоги | Нічиї | Поразки | Голи |
| --------------- | ------ | ----- | -------- | ----- | ------- | ---- |
| Кубок чемпіонів | 6      | 27    | 17       | 5     | 5       | 9    |
| Кубок кубків    | 1      | 6     | 5        | 0     | 1       | 1    |
| Кубок УЄФА      | 5      | 16    | 8        | 5     | 3       | 4    |
| Суперкубок УЄФА | 1      | 2     | 2        | 0     | 0       | 0    |

### Усі матчі та голи Леоніда Буряка у єврокубках
(1) — перша гра;
 (2) — матч-відповідь.

 ш — голи зі штрафних;
 к — гол з кутового.

## Про Буряка
| «На полі він був футбольним аристократом» (Олександр Чівадзе)[3] |

## Титули та досягнення
- Чемпіон СРСР: 1974, 1975, 1977, 1980 та 1981;
- Кубок СРСР: 1974, 1978, 1982, 1986 і 1988;
- Кубок володарів кубків: 1975;
- Суперкубок УЄФА: 1975;
- Віце чемпіон СРСР: 1973, 1976 (о), 1978, 1982;
- Бронзовий олімпійський призер: 1976;
- Бронза чемпіонату СРСР: 1979;
- Бронза Спартакіади: 1979;
- Бронза чемпіонату 1 ліги: 1971, 1972;
- Віце чемпіон Європи серед молоді: 1972;
- у списку «33 найкращих» — 8 разів (5 разів під № 1);
- у списках найкращих футболістів УРСР (10 разів): 1972—1982;
- Член Клубу бомбардирів Олега Блохіна — 106 голів;
- Номінований на «Золотий м'яч» — 1975[4].

## Звання і нагороди
- Майстер спорту СРСР (1973);
- Майстер спорту міжнародного класу (1975);
- Заслужений майстер спорту СРСР (1975);
- Заслужений тренер України (1996);
- Орден «За заслуги» ІІІ ступеня (2004)[5];
- Орден «За заслуги» ІІ ступеня (2013)[6];
- Орден «За заслуги» І ступеня (2015)[7];
- Орден князя Ярослава Мудрого V ст. (2020)[8].